# Flora MacDonald (femme politique)
Pour les articles homonymes, voir Flora MacDonald et MacDonald.
Flora Isabel MacDonald, née le 3 juin 1926 à North Sydney (Nouvelle-Écosse) et morte le 26 juillet 2015 à Ottawa, est une femme politique canadienne.

## Biographie
Flora MacDonald est la fille de Mary Isabel Royle et George Frederick MacDonald,.
Elle rejoint l'Association progressiste-conservateur de la Nouvelle-Écosse, dirigée par Robert Stanfield et gagnante de l'élection générale néo-écossaise de 1956 (en). La même année, Macdonald est engagée au bureau national du Parti progressiste-conservateur, sous la direction de John Diefenbaker. Elle travaille pour ce dernier lors des élections fédérales de 1957 et de 1958. En 1959, elle travaille comme secrétaire au bureau du Premier ministre du Canada John Diefenbaker.
Flora Macdonald est élue pour la première fois à la Chambre des communes du Canada lors de l'élection fédérale canadienne de 1972 comme représentante conservatrice de la circonscription de Kingston et les Îles. Elle demeure en place jusqu'à sa défaite lors de l'élection fédérale canadienne de 1988.
Elle est plusieurs fois ministre : de 1979 à 1980, dans le gouvernement de Joe Clark, au portefeuille des Affaires étrangères, puis de 1984 à 1988, dans le gouvernement de Brian Mulroney, d'abord à l'emploi et l'immigration, puis aux communications.

## Archives
Il y a un fonds d'archives Flora MacDonald à Bibliothèque et Archives Canada.